# Lasiomerus annulatus
Lasiomerus annulatus är en insektsart som först beskrevs av Reuter 1872.  Lasiomerus annulatus ingår i släktet Lasiomerus och familjen fältrovskinnbaggar. Inga underarter finns listade i Catalogue of Life.